# Стадион Стожице
Стадион Стожице је вишенаменски стадион у Љубљани, Словенија. Пројектовали су га архитекте Садар Вуга д. о. о. и највећи је фудбалски стадион у држави. Стадион је део Спортског парка Стожице. 
Стадион је домаћи терен НК Олимпија Љубљана, а такође је и један од два главна стадиона фудбалске репрезентације Словеније.

## Историја
Стадион је добио име по области у којој се налази, а у будућности је могућа промена имена због спонзорских права. Заједно са Ареном Стожице је део Спортског парка Стожице. Стадион Стожице има површину од 24.614 m². Изграђен је за само 14 месеци и свечано отворен 11. августа 2010. пријатељском утакмицом фудбалских репрезентација Словеније и Аустралије, а победила је Словенија са 2:0.
Стадион има капацитет од 16.038 места и укопан је у спортски парк, само се кров издиже изнад равни парка, као монолитни кратер. За културне намене као што су музички концерти, капацитет стадиона може да се повећа на више од 20.000.

## Утакмице репрезентације
Фудбалска репрезентација Словеније је на овом стадиону одиграла следеће утакмице:
| Датум              | Такмичење                  | Противник     | Резултат | Гледалаца |
| ------------------ | -------------------------- | ------------- | -------- | --------- |
| 11. август 2010.   | Пријатељска                | Аустралија    | 2:0      | 16.155    |
| 8. октобар 2010.   | Квалификације за ЕУРО 2012 | Фарска Острва | 5:1      | 15.750    |
| 25. март 2011.     | Квалификације за ЕУРО 2012 | Италија       | 0:1      | 16.000    |
| 2. септембар 2011. | Квалификације за ЕУРО 2012 | Естонија      |          |           |

## Култура
Иако је стадион пре свега грађен за фудбал, такође је планирано да буде домаћин многих културних дешавања. Први је био заједнички пројекат два комичара, Лада Бизовичара и Јурија Зрнеца, под називом Notpadu lajv?! и овај догађај је одржан 20. септембра 2010, када се окупило 22.000 људи. У будућности стадион ће бити један од главних објеката у Љубљани за одржавање великих музичких концерата и других културних манифестација.

## Рекорд
Стадион држи рекорд за највећи број гледалаца на домаћој утакмици фудбалске репрезентације Словеније, као и за највећу посету на некој фудбалској утакмици од стицања независности Словеније 1991. Ово је постигнуто 11. августа 2010. у пријатељском мечу Словеније и Аустралије, када је било 16.155 гледалаца.